# Brevicornu canadense
Brevicornu canadense är en tvåvingeart som beskrevs av Zaitzev 1988. Brevicornu canadense ingår i släktet Brevicornu och familjen svampmyggor.
Artens utbredningsområde är Alberta. Inga underarter finns listade i Catalogue of Life.